# 111e méridien ouest
En géographie, le 111e méridien ouest est le méridien joignant les points de la surface de la Terre dont la longitude est égale à 111° ouest.

## Géographie

### Dimensions
Comme tous les autres méridiens, la longueur du 111e méridien correspond à une demi-circonférence terrestre, soit 20 003,932 km. Au niveau de l'équateur, il est distant du méridien de Greenwich de 12 356 km,.
Avec le 69e méridien est, il forme un grand cercle passant par les pôles géographiques terrestres.

### Régions traversées
En commençant par le pôle Nord et descendant vers le sud au pôle Sud, Le 111e méridien ouest passe par:
| Coordonnées           | Pays, territoire ou mer | Notes |
| --------------------- | ----------------------- | --- |
| 90° 00′ N, 111° 00′ O | Océan Arctique          | |
| 78° 42′ N, 111° 00′ O | Canada                  | Territoires du Nord-Ouest — île Borden |
| 78° 22′ N, 111° 00′ O | Détroit de Wilkins      | |
| 78° 06′ N, 111° 00′ O | Canada                  | Territoires du Nord-Ouest — Île Mackenzie King |
| 77° 25′ N, 111° 00′ O | Étendue d'eau sans nom  | |
| 75° 32′ N, 111° 00′ O | Canada                  | Territoires du Nord-Ouest — Île Melville |
| 74° 37′ N, 111° 00′ O | Canal de Parry          | Détroit du Vicomte-Melville |
| 72° 25′ N, 111° 00′ O | Canada                  | Territoires du Nord-Ouest — île Victoria Nunavut — à partir de 70° 00′ N, 111° 00′ O sur l'Île Victoria, et Île Edinbourgh (en)                                                                                       |
| 68° 28′ N, 111° 00′ O | Golfe du Couronnement   | |
| 67° 53′ N, 111° 00′ O | Canada                  | Nunavut — Île Hepburn (en) et le continent Territoires du Nord-Ouest — à partir de 65° 30′ N, 111° 00′ O, passe par le Grand lac des Esclaves Alberta — à partir de 60° 00′ N, 111° 00′ O, passe par le Lac Athabasca |
| 49° 00′ N, 111° 00′ O | États-Unis              | Montana Wyoming — à partir de 45° 00′ N, 111° 00′ O Utah — à partir de 41° 01′ N, 111° 00′ O Arizona — à partir de 37° 00′ N, 111° 00′ O, passe juste à l'ouest de Tucson à 32° 13′ N, 110° 55′ O                     |
| 31° 20′ N, 111° 00′ O | Mexique                 | Sonora — passe juste à l'ouest de Hermosillo à 29° 06′ N, 110° 57′ O |
| 27° 58′ N, 111° 00′ O | Golfe de Californie     | |
| 25° 25′ N, 111° 00′ O | Mexique                 | Basse-Californie du Sud |
| 24° 04′ N, 111° 00′ O | Océan Pacifique         | |
| 18° 50′ N, 111° 00′ O | Mexique                 | Île Socorro, Colima |
| 18° 44′ N, 111° 00′ O | Océan Pacifique         | |
| 60° 00′ S, 111° 00′ O | Océan Austral           | |
| 74° 13′ S, 111° 00′ O | Antarctique             | Liste des territoires non revendiqués |